# Josef Kaufman
Josef Kaufman (* 27. März 1984) ist ein ehemaliger tschechischer Fußballspieler.

## Vereinskarriere
Josef Kaufman begann mit dem Fußballspielen bei VCHZ Pardubice, der Verein benannte sich später in FK Pardubice 1899 um. Im Alter von 16 Jahren wechselte der Abwehrspieler zu FK AS Pardubice. Den Sprung in den Profikader schaffte Kaufman Anfang 2002.
Nach 36 Zweitligaspielen und einem Tor wechselte der Verteidiger 2004 zum Erstligisten FK Teplice. Dort erkämpfte sich der damalige U-21-Nationalspieler sofort einen Stammplatz. Sein erstes Tor in der Gambrinus Liga erzielte Kaufman am 24. September 2006 per Freistoß im Spiel gegen Marila Příbram, der FK Teplice gewann nach Kaufmans Führungstreffer mit 3:0.
Im Juli 2008 wechselte Kaufman auf Leihbasis zum norwegischen Erstligisten Viking Stavanger. Im Januar 2009 wurde Kaufman von Slavia Prag verpflichtet.

## Nationalmannschaft
Kaufman spielte bisher für die tschechischen Juniorenauswahlmannschaften U18, U19 und U21. Mit Tschechien nahm der Defensivspieler an der U-21-Fußball-Europameisterschaft 2007 in den Niederlanden teil.